# ريم قسيس
ريم قسيس كاتبة فلسطينية ومؤلفة كتب طبخ. يركز عملها على تقاطع الغذاء مع الثقافة والتاريخ والسياسة.

## الطفولة والعائلة
ولدت ريم قسيس ونشأت في القدس لأب من عائلة مسيحية في الجليل وأم من عائلة مسلمة من جلجولية في منطقة المثلث.
غادرت القدس في السابعة عشرة من عامها لتلتحق بجامعة بنسلفانيا في فيلادلفيا حيث حصلت على شهادتها الجامعية في إدارة الأعمال والدراسات الدولية في برنامج هانتسمان ثم حصلت على ماجستير إدارة الأعمال من كلية وارتون في عام 2010، ودرست أكثر في كلية لندن للاقتصاد وحصلت على درجة الماجستير في علم النفس الاجتماعي. 

## المهنة
قبل حياتها المهنية في الكتابة، عملت قسيس كمستشارة أعمال في شركة ماكينزي. كما عملت مع المنتدى الاقتصادي العالمي وفي البحث التنفيذي. بعد ان ولدت بناتها قرّرت ترك العمل وأن تتابّى مهنة الكتابة.
وقد تم ترشيح كتابها الأول «الجدول الفلسطيني» لجائزة جيمس بيرد وفاز بجائزة نقابة كتاب الطعام للكتاب الأول، وتم اختياره في القائمة المختصرة لجائزة أندريه سيمون وجائزة إدوارد ستانفورد.  كما تم اختيارها كواحدة من أفضل كتب NPRs لعام 2017.
كما كتبت قسيس عن قضايا تخصيص الطهي وتاريخ الطعام والثقافة.  وقد ظهرت أعمالها في صحيفة واشنطن بوست، صحيفة وول ستريت جورنال، لوس انجليس تايمز، يأكل خطيرة، وغيرها من المنشورات المتخصصة.

## المائدة الفلسطينية
كتاب الطبخ لها لأول مرة، المائدة الفلسطينية، صدر في أكتوبر 2017 من قبل فايدون الصحافة. وكان الهدف من هذا المجلد هو الحفاظ على الأطباق الفلسطينية التقليدية وتعريف القراء الغربيين بالمطبخ والثقافة الفلسطينية. كتبت قسيس في المقدمة: «تمتد المائدة الفلسطينية إلى كامل جغرافيتنا من جبال الجليل إلى وديان الجنوب، من ساحل يافا وصولاً إلى الضفة الغربية. وهي منتشرة في جميع أنحاء العالم وبنيت من ذكريات وقت كان معظمنا يعيش في نفس الأرض».  تتكون المائدة الفلسطينية من 150 وصفة، مع التصوير الفوتوغرافي والحكايات الشخصية وأصول الأطباق.
وكانت الاستعراضات المتعلقة بالمائدة الفلسطينية إيجابية عموما. NPR اسمه واحدة من أفضل الكتب من السنة.  الجارديان، المستقلة، مجلة نيويورك، Buzzfeed, سان فرانسيسكو كرونيكل، البريد الوطني، مجلة سافيور، المغادرين، وشارع ميلك جميع المدرجة العمل في قوائمهم من أفضل cookbooks نشرت في عام 2017.  وأوصى صحفي في معهد الدراسات الفلسطينية بالكتاب للقادمين الجدد، واصفا قسيس بأنها «مرشد متواضع لا يبهر بالوصفات المخيفة».  ووصف تانواهكا ماراح، المراجع لـ«نجمة الصباح» التصوير الفوتوغرافي بأنه «مذهل».  وفي ترشيحها لجائزة فلسطين للكتاب، أثنت إحدى النقاد على حكايات المؤلفة لتقديمها «رؤية ثقافية قيّمة بالإضافة إلى تفاصيل حول كيفية إعداد الأطباق المحلية وتقديمها».  أثنى الشيف الراحل أنتوني بوردين على الكتاب قائلاً: «مع المائدة الفلسطينية،تُظهر ريم قسيس بأمانة قوة الطعام لتجاوز الانقسامات السياسية التي هي، في كثير من الأحيان، كل ما نعرفه عن مكان مثل فلسطين. القراءة والطبخ من هذا الكتاب الأساسي -- مجموعة مدروس من وصفات كبيرة، والرؤى التاريخية والثقافية، والصور الجميلة - سوف نقل لكم أقرب إلى فهم هذا معقدة، وجزء من العالم رائعة.»
ترجم الكتاب إلى اللغتين الفرنسية والألمانية، وتم إدراجه في قائمة قصيرة لجوائز أندريه سيمون لكتب الطعام والشراب، جوائز إدوارد ستانفورد للكتابة والسفر، وكان الفائز في جوائز أوجيني برازييه في ليون.  كما فاز الكتاب بجائزة الكتاب الأول من قبل نقابة الكتاب الغذاء. ورشح لجائزة مؤسسة جيمس بيرد في الفئة الدولية والتي تعد أكبر جائزة في عالم الطهي في الولايات المتحدة .

## الحياة الشخصية
قسيس متزوجة من ألبرت (عبود) معضدي. عاش الزوجان في لندن، ثم انتقلا للإقامة في فيلادلفيا. في مقابلة أُجرتها معها الصحفية الأمريكية تيري غروس، عام 2022 وصفت قسيس حياتها كفلسطينية تحمل الجنسية الإسرائيلية بأنها حياة "مواطنة من الدرجة الثانية"، مشيرة إلى تعرّضها للاستجواب والتفتيش الجسدي الكامل خلال رحلة عمل، رغم امتلاكها جواز سفر إسرائيلي، وإلى التفاوت في الخدمات التي توفرها الدولة في الأحياء العربية. وقالت: «على الورق، الحقوق متساوية، فأنتِ مواطنة إسرائيلية، والاختلاف الوحيد هو أنكِ لا تخدمين في الجيش. لكن في الواقع، ليس الأمر كذلك

## اقتباسات
قالت عن الطعام : "إنه فرح وتواصل، حب وذكريات؛ لأنه يحكي قصة العائلة والتاريخ والتقاليد"
«لا أعارض أن يحب (الإسرائيلي) طعامنا ولا أن يطبخه، لكن لا أقبل أن ينكر أحد بأن هذه أطباق فلسطينية شامية وأنها جزء لا يتجزأ من إرثنا الحضاري على مر العصور».
"أريد من بناتي أن يعرفن تراثهن الفلسطيني وأن يفتخرن به، ولكن أريد أيضاً أن أشعرهن أن بإمكانهن لعب دور في تشكيل مستقبله..."

## كتب
- المائدة الفلسطيني (فيدون، 2017).[6] [11]

مقالات في الصحف
- «ولهذا السبب يعترض الفلسطينيون على مصطلح 'الغذاء الإسرائيلي': فهو يمحونا من التاريخ». واشنطن بوست (2020)
- «لماذا نطبخ عندما لا يكون العالم منطقيًا» لوس أنجلوس تايمز (2020)
- "وصفات لوجبة عطلة أصغر مع نكهة كبيرة، صحيفة وول ستريت جورنال (2020)
- «كوك والكاتبة ريم قسيس على الجليل» صحيفة فاينانشل تايمز (2017)[6]